# Superintendentura Międzychód-Szamotuły Ewangelickiego Kościoła Unijnego
Superintendentura Międzychód-Szamotuły Ewangelickiego Kościoła Unijnego – jednostka organizacyjna Ewangelickiego Kościoła Unijnego w Polsce istniejąca w okresie II Rzeczypospolitej i obejmująca grupę gmin kościelnych (zborów) czyli parafii tego Kościoła, skupionych wokół miast Międzychód i Szamotuły.

## Dane statystyczne
| Parafia             | Liczba wiernych (1937) |
| ------------------- | ---------------------- |
| Międzychód          | 1260                   |
| Lewiczynek          | 905                    |
| Miłostowo           | 440                    |
| Lwówek Grudna       | 2100                   |
| Radusz              | 496                    |
| Sieraków            | 1120                   |
| Duszniki            | 577                    |
| Wartosław           | 344                    |
| Nojewo              | 480                    |
| Chrzypsko Wielkie   | 103                    |
| Obrzycko            | 150                    |
| Piotrowo (Piotrów)  | 350                    |
| Pniewy              | 1460                   |
| Rokietnica          | 346                    |
| Szamotuły           | 1020                   |
| Tarnowo pow. Poznań | 375                    |
| Wronki Rzecin       | 785                    |